# セキユバエ
セキユバエ（Helaeomyia petrolei、石油蝿）は、ハエ目ミギワバエ科に属する昆虫。幼虫が原油の中で生活するという特殊な生態で知られる。Helaeomyia 属のタイプ種。

## 分布
セキユバエはアメリカ合衆国カリフォルニア州にあるアスファルトの池、ラ・ブレア・タールピットから初めて発見され、新種として記載された。主にその池に生息していることが知られるが、世界的な生息状況ははっきりしない。

## 特徴
形態

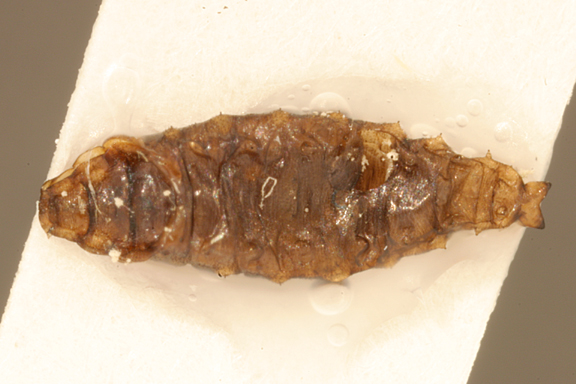
幼虫

成虫は体長約1.5mm、体色は全体的に黒色、脚も黒色。平均棍は黄色で棍棒部は白色。複眼には多数の毛がある。触角第3節は第2節よりやや長い。翅はおおむね透明だが、C脈付近は薄く色づく。
生態
幼虫は体長5-12mm。主に原油の表層近くを泳いで生活し、原油に落ちた小昆虫などを餌としているとされる。原油は通常昆虫にとって有害な物質であるため、セキユバエの幼虫以外に原油内で生活できる昆虫は知られていない。
幼虫は成熟すると、近くにある植物の茎などに上り、そこで蛹化する。
セキユバエの幼虫からは多数の従属栄養性バクテリアが発見されており、原油の分解酵素などを持つ種などが含まれているか、研究者から注目されている。実際に、動物学者の William Homan Thrope は、セキユバエを「間違いなく、世界中から生物学的な関心を集めているものの一つ（undoubtedly one of the chief biological curiosities of the world.）」と評している。幼虫の腸では、通常の原油内に含まれる100-1000倍の個体数のバクテリアが生息しているとされる。含まれているバクテリアには、グラム陰性菌で原油中にも生息している Providencia rettgeri などがある。しかしこれらのバクテリアがセキユバエの幼虫の生活に何かしらの貢献をしているという証拠はない。

## 分類
- 原記載： Psilopa petrolei Coquillett, 1899. Canadian Entomologist 31(1): 8[1].
- タイプ産地： 「Los Angeles」（ロサンゼルス)。
- 最初は Psilopa 属の種として記載されたが、1941年にCressonが本種をタイプ種として新属 Helaeomyia Cresson, 1941 を創設した[4]。このとき新属に分類されたのは本種1種のみであったが、後に他属に分類された種が含められるなどして、北米から中米にかけての複数種がこの属に分類されるようになった。